# Negro leagues
| Negro leagues |
| --- |
| Spelare i Homestead Grays 1931. - Betydelse – Professionella basebolligor i USA med afroamerikaner och andra minoriteter - Period – Från slutet av 1800-talet till mitten av 1900-talet |

Negro leagues, ibland skrivet Negro Leagues, är en samlingsterm för de professionella basebolligor i USA för afroamerikaner och andra minoriteter, främst latinamerikaner, som existerade från slutet av 1800-talet till mitten av 1900-talet. Detta var en tid då sådana spelare var utestängda från spel i Major League Baseball (MLB) och Minor League Baseball (MiLB).
Vissa Negro leagues som var verksamma under åren 1920–1948 anses sedan 2020 av MLB som major leagues, och därmed likställda med National League, American League och andra sedan tidigare erkända major leagues. Ibland avses med termen "Negro leagues" endast dessa ligor.
Några av de mest kända spelarna i Negro leagues var Cool Papa Bell, Oscar Charleston, Martín Dihigo, Josh Gibson, Monte Irvin, Judy Johnson, Buck Leonard, John Henry Lloyd och Satchel Paige.

## Historia

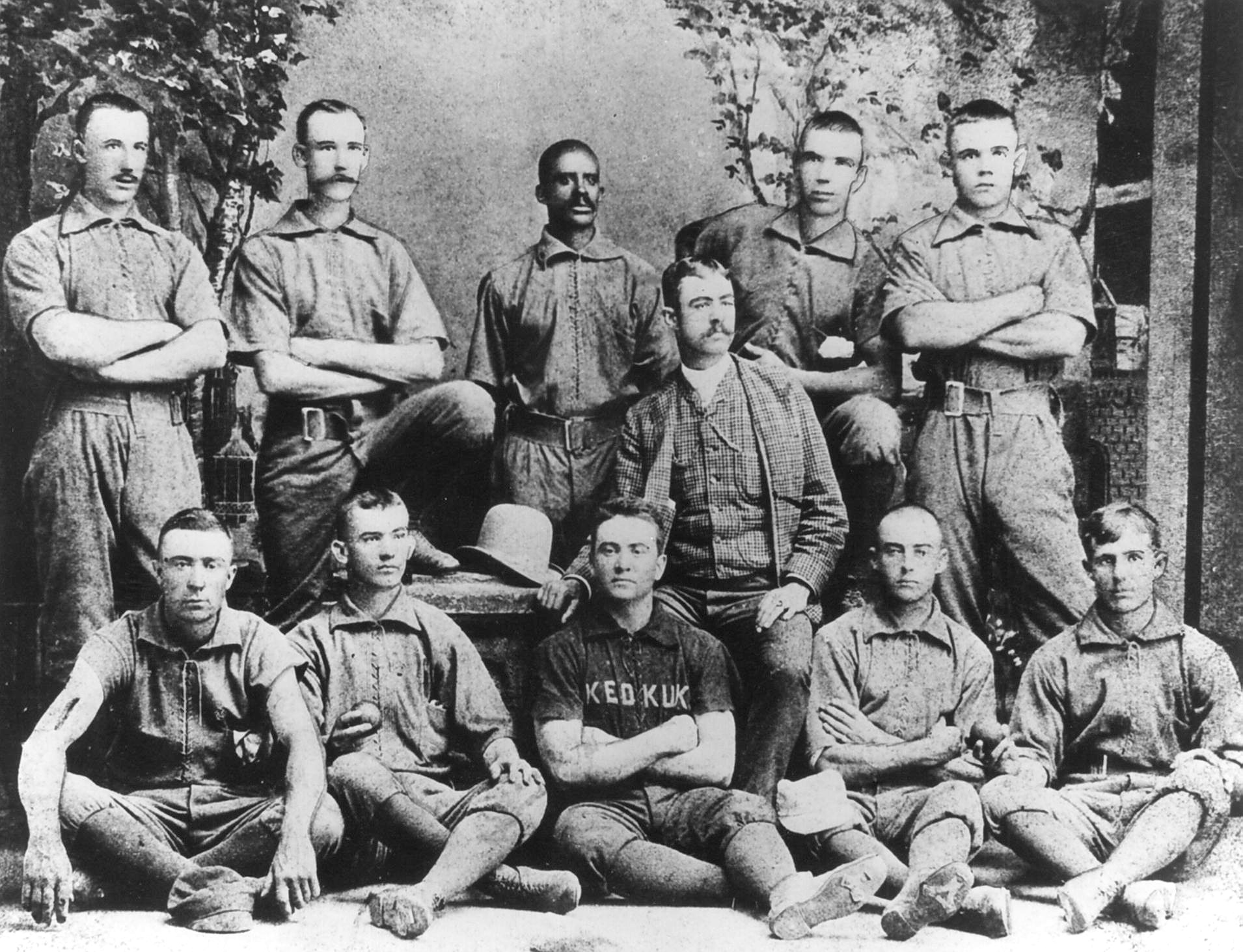
En professionell basebollklubb i Keokuk 1885 med den afroamerikanska spelaren Bud Fowler i mitten av bakre raden.

När baseboll började bli en populär sport i USA runt mitten av 1800-talet omfamnades den även av den afroamerikanska befolkningen. Den första kända matchen mellan två lag med afroamerikanska spelare ägde rum redan 1859. Professionella ligor uppstod på 1870-talet, och på den tiden förekom det, om än mycket sällan, att afroamerikanska spelare fick plats i klubbar i MLB och MiLB. Den första var Bud Fowler, som blev proffs i en minor league 1878. De första (och enda) afroamerikanerna i en major league vid den här tiden var bröderna Moses Fleetwood Walker och Weldy Walker, som båda spelade för Toledo Blue Stockings i American Association 1884. Efter 1888 var dock MLB och MiLB stängda för afroamerikaner och andra minoriteter och dessa var då hänvisade till att spela i egna klubbar. Den första helt professionella afroamerikanska klubben var Cuban Giants, som bildades 1885.
Det gjordes ett par försök att etablera proffsligor för afroamerikanska spelare redan på 1880-talet, men ingen av dessa båda ligor varade ens en hel säsong. I övrigt spelade afroamerikanska proffsklubbar på 1800-talet och början av 1900-talet inte i några ligor, utan spelade endast uppvisningsmatcher. En som ville ändra på det var Rube Foster, som var en framgångsrik afroamerikansk spelare i början av 1900-talet. Mot slutet av 1910-talet var han tränare för och ägare av en framstående Negro league-klubb i Chicago. Han tog 1920 initiativ till att bilda en ny afroamerikansk proffsliga, som kom att kallas Negro National League. Ligan grundades vid ett möte i Kansas City i februari det året och blev en omedelbar succé. Ligan hade ursprungligen klubbar i Chicago, Cincinnati, Dayton, Detroit, Indianapolis, Kansas City och St. Louis. Andra ligor följde strax efter, bland andra Eastern Colored League, vars mästare under fyra säsonger på 1920-talet mötte Negro National Leagues mästare i Colored World Series, den afroamerikanska versionen av World Series. Den stora depressionen i slutet av 1920-talet och början av 1930-talet innebar dock slutet för nästan alla dessa ligor, däribland Negro National League.

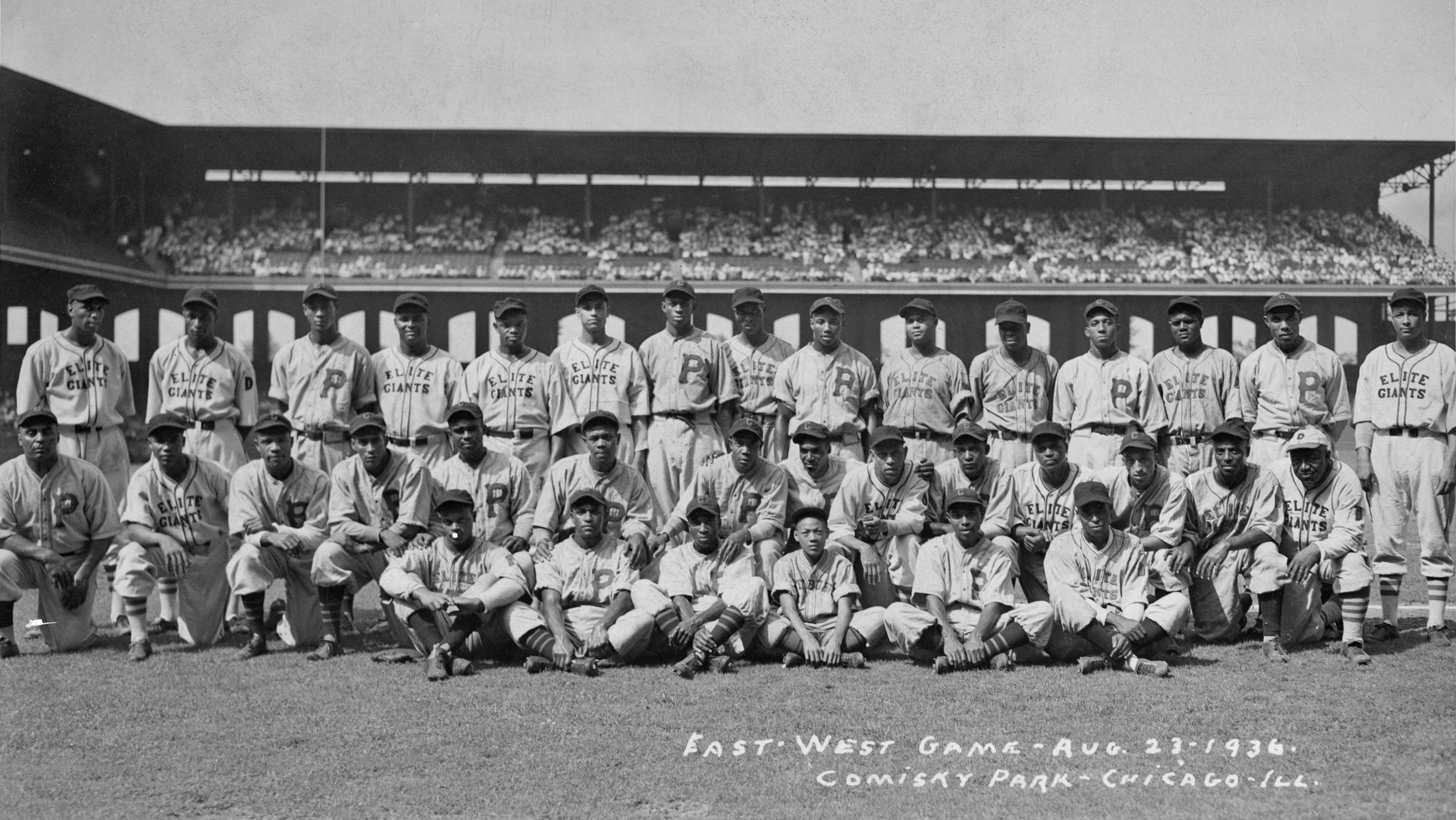
Spelare i Negro leagues all star-match 1936.

Det tog dock inte lång tid innan afroamerikanska proffsligor kom igång igen. 1933 drog en ny liga med namnet Negro National League igång och samma år spelades för första gången en all star-match mellan de bästa afroamerikanska spelarna, efter förebild av MLB:s all star-match som också spelades för första gången det året. Fyra år senare grundades Negro American League, och under 1940-talet möttes den ligans mästare och Negro National Leagues mästare sju gånger i vad som då kallades Negro World Series.
Negro leagues var oerhört populära bland den afroamerikanska och latinamerikanska publiken under 1930- och 1940-talen, bland annat uppskattas cirka tre miljoner åskådare ha kommit till ligornas matcher under 1942 års säsong. Men redan i slutet av 1940-talet var storhetstiden över, och orsaken var att afroamerikanska spelare då började släppas in i MLB. När de stora stjärnorna försvann minskade publikintresset. Den första spelaren att göra övergången från Negro leagues till MLB var Jackie Robinson, som debuterade för Brooklyn Dodgers 1947. Han hade kontrakterats av Dodgers sportchef (general manager) Branch Rickey. Flera andra spelare följde snart i Robinsons fotspår, bland dem en åldrad Satchel Paige, och de afroamerikanska spelarna lockade ny publik till MLB. Under tiden svek publiken Negro leagues som nu saknade sina största och mest populära spelare, och ligorna lades snart ned en efter en. Så sent som i början av 1950-talet spelade några framtida storstjärnor som Hank Aaron i Negro leagues, men de blev inte långvariga där och skrev snart på för någon klubb i MLB. Mot slutet av 1950-talet fanns bara några få klubbar kvar och den sista ligan att läggas ned var Negro American League i början av 1960-talet.

## Eftermäle

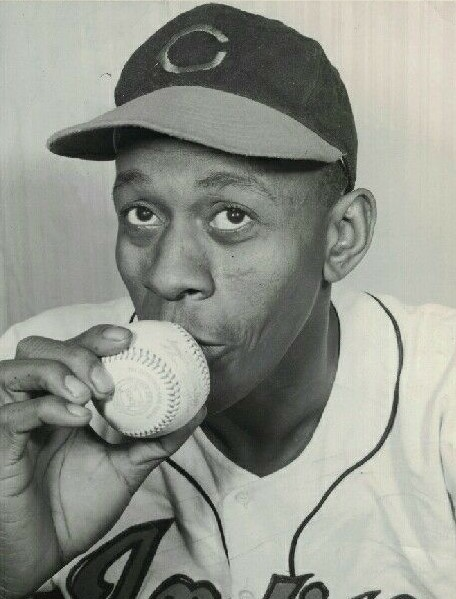
Satchel Paige i Cleveland Indians dräkt cirka 1948.

Spelare och ledare i Negro leagues var länge inte välkomna i National Baseball Hall of Fame. När legendaren Ted Williams i sitt tacktal 1966 förordade en ändring på det satte det en sten i rullning som ledde till att Satchel Paige som den första afroamerikanen valdes in 1971. Inom tio år hade ytterligare nio valts in och därefter några till. 2006 valdes 17 stycken in på ett bräde, däribland den första kvinnan i museets historia, klubbägaren Effa Manley.
Negro Leagues Baseball Museum, ett museum helt tillägnat Negro leagues, öppnades i Kansas City 1990.
I december 2020 beslutade MLB officiellt att vissa Negro leagues skulle räknas som major leagues:
- Negro National League (I) (1920–1931)
- Eastern Colored League (1923–1928)
- American Negro League (1929)
- East–West League (1932)
- Negro Southern League (I) (1920–1936) (bara 1932 räknas)
- Negro National League (II) (1933–1948)
- Negro American League (1937–1962) (bara 1937–1948 räknas)

Ett halvår senare, i juni 2021, meddelade den välkända webbplatsen för basebollstatistik Baseball-Reference.com att man inkluderade statistik från Negro leagues på webbplatsen.
Först i maj 2024, efter en omfattande verifieringsprocess, var MLB redo att göra samma sak. Det bedömdes vid tidpunkten för offentliggörandet att statistiken från Negro leagues var komplett till cirka 75 %, och man förutspådde att den skulle komma att ändras senare om ny information blev tillgänglig. Som ett resultat av uppdateringen kom en del berömda MLB-rekord att ändras. Detta gällde bland annat karriärrekorden i slaggenomsnitt (Josh Gibsons 0,372 i stället för Ty Cobbs 0,367), slugging % (Josh Gibsons 0,718 i stället för Babe Ruths 0,690) och on-base plus slugging (OPS) (Josh Gibsons 1,177 i stället för Babe Ruths 1,164) samt säsongsrekorden i slaggenomsnitt (Josh Gibsons 0,466 i stället för Hugh Duffys 0,440), slugging % (Josh Gibsons 0,974 i stället för Barry Bonds 0,863) och OPS (Josh Gibsons 1,474 i stället för Barry Bonds 1,421).